# Poursiugues-Boucoue
Pour les articles homonymes, voir Boucoue (homonymie) et Poursiugues.
Poursiugues-Boucoue (en béarnais Porciuvas-Bocoa ou Pourciubes-Boucoûe) est une commune française située dans le département des Pyrénées-Atlantiques, en région Nouvelle-Aquitaine.

## Géographie

### Localisation
La commune de Poursiugues-Boucoue se trouve dans le département des Pyrénées-Atlantiques, en région Nouvelle-Aquitaine.
Elle se situe à 35 km par la route de Pau, préfecture du département, et à 31 km d'Artix, bureau centralisateur du canton d'Artix et Pays de Soubestre dont dépend la commune depuis 2015 pour les élections départementales. 
La commune fait en outre partie du bassin de vie d'Arzacq-Arraziguet.
Les communes les plus proches sont : 
Coublucq (2,3 km), Pimbo (2,9 km), Lauret (3,1 km), Arzacq-Arraziguet (3,2 km), Pouliacq (3,2 km), Vignes (3,8 km), Méracq (4,5 km), Boueilh-Boueilho-Lasque (5,4 km).
Sur le plan historique et culturel, Poursiugues-Boucoue fait partie de la province du Béarn, qui fut également un État et qui présente une unité historique et culturelle à laquelle s’oppose une diversité frappante de paysages au relief tourmenté.

### Communes limitrophes
Les communes limitrophes sont Lauret, Pimbo, Arzacq-Arraziguet, Boueilh-Boueilho-Lasque, Coublucq et Vignes.
|                   | Pimbo (Landes)      | Lauret (Landes)         |
| Arzacq-Arraziguet | Poursiugues-Boucoue | Boueilh-Boueilho-Lasque |
|                   | Vignes              | Coublucq                |

### Hydrographie

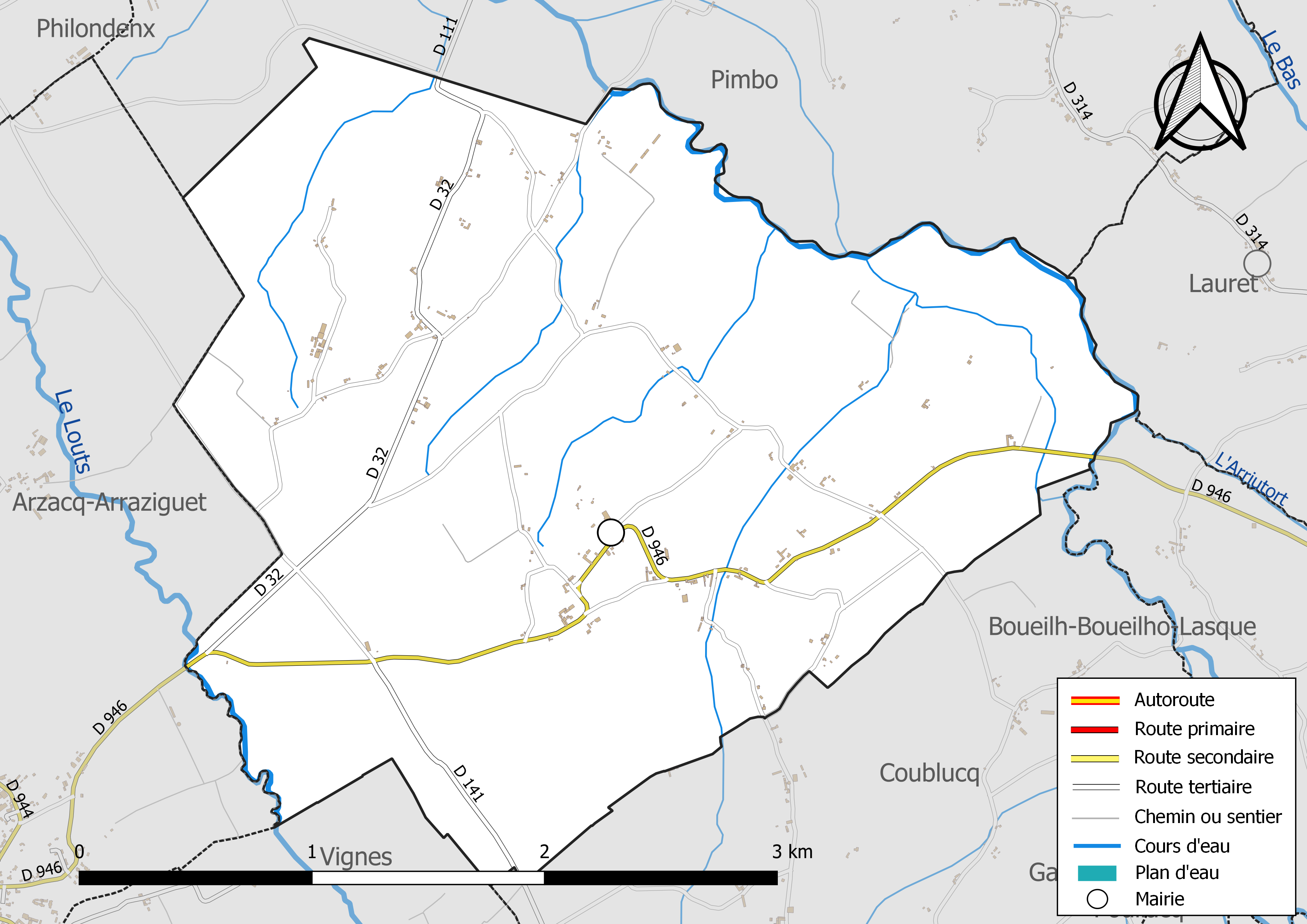
Réseaux hydrographique et routier de Poursiugues-Boucoue.

La commune est drainée par le Gabas, le Louts et par divers petits cours d'eau, constituant un réseau hydrographique de 13 km de longueur totale,.
Le Gabas, d'une longueur totale de 116,7 km, prend sa source dans la commune d'Ossun et s'écoule du sud-est vers le nord-ouest. Il traverse la commune et se jette dans l'Adour à Souprosse, après avoir traversé 43 communes.
Le Louts, d'une longueur totale de 85,7 km, prend sa source dans la commune de Thèze et s'écoule d'est en ouest. Il traverse la commune et se jette dans l'Adour à Téthieu, après avoir traversé 33 communes.

### Climat
Pour des articles plus généraux, voir Climat de la Nouvelle-Aquitaine et Climat des Pyrénées-Atlantiques.
Historiquement, la commune est dans une zone de transition entre les climats océaniques aquitain et montagnard.  
En 2020, Météo-France publie une typologie des climats de la France métropolitaine dans laquelle la commune est dans une zone de transition entre le climat océanique et le climat de montagne et est dans une zone de transition entre les régions climatiques « Aquitaine, Gascogne » et « Pyrénées atlantiques »0.
Pour la période 1971-2000, la température annuelle moyenne est de 13,4 °C, avec une amplitude thermique annuelle de 14,5 °C. Le cumul annuel moyen de précipitations est de 1 107 mm, avec 11,7 jours de précipitations en janvier et 7,8 jours en juillet. Pour la période 1991-2020, la température moyenne annuelle observée sur la station météorologique la plus proche, située sur la commune d'Urgons à 12 km à vol d'oiseau, est de 14,0 °C et le cumul annuel moyen de précipitations est de 1 009,4 mm,. Pour l'avenir, les paramètres climatiques de la commune estimés pour 2050 selon différents scénarios d’émission de gaz à effet de serre sont consultables sur un site dédié publié par Météo-France en novembre 2022.

### Milieux naturels et biodiversité
Aucun espace naturel présentant un intérêt patrimonial n'est recensé sur la commune dans l'inventaire national du patrimoine naturel,,.

## Urbanisme

### Typologie
Au 1er janvier 2024, Poursiugues-Boucoue est catégorisée commune rurale à habitat très dispersé, selon la nouvelle grille communale de densité à sept niveaux définie par l'Insee en 2022.
Elle est située hors unité urbaine. Par ailleurs la commune fait partie de l'aire d'attraction de Pau, dont elle est une commune de la couronne,. Cette aire, qui regroupe 227 communes, est catégorisée dans les aires de 200 000 à moins de 700 000 habitants,.

### Occupation des sols

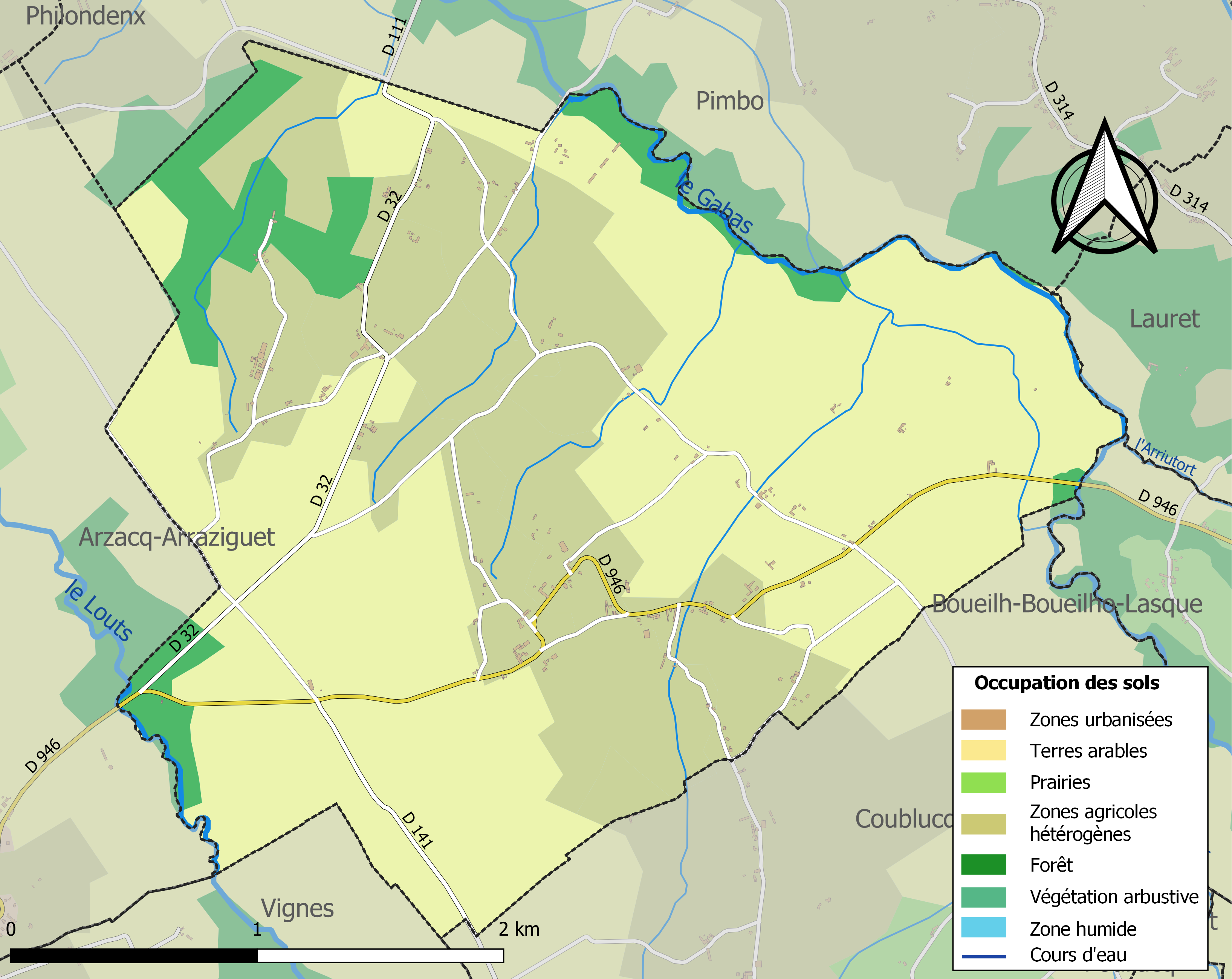
Carte des infrastructures et de l'occupation des sols de la commune en 2018 (CLC).

L'occupation des sols de la commune, telle qu'elle ressort de la base de données européenne d’occupation biophysique des sols Corine Land Cover (CLC), est marquée par l'importance des territoires agricoles (92,4 % en 2018), une proportion identique à celle de 1990 (92,4 %). La répartition détaillée en 2018 est la suivante : 
terres arables (58,7 %), zones agricoles hétérogènes (33,6 %), forêts (7,6 %). L'évolution de l’occupation des sols de la commune et de ses infrastructures peut être observée sur les différentes représentations cartographiques du territoire : la carte de Cassini (XVIIIe siècle), la carte d'état-major (1820-1866) et les cartes ou photos aériennes de l'IGN pour la période actuelle (1950 à aujourd'hui).

### Lieux-dits et hameaux
- Boucoue ;
- Branérot ;
- Château Lassalle ;
- Dusire ;
- Gabas ;
- la Lande ;
- Poursiugues ;
- le Village.

### Voies de communication et transports
La commune est desservie par les routes départementales D 32, D 141 et D 946.

### Risques majeurs
Le territoire de la commune de Poursiugues-Boucoue est vulnérable à différents aléas naturels : météorologiques (tempête, orage, neige, grand froid, canicule ou sécheresse), inondations et séisme (sismicité modérée). Il est également exposé à un risque technologique, la rupture d'un barrage. Un site publié par le BRGM permet d'évaluer simplement et rapidement les risques d'un bien localisé soit par son adresse soit par le numéro de sa parcelle.

#### Risques naturels
Certaines parties du territoire communal sont susceptibles d’être affectées par le risque d’inondation par une crue à  débordement lent de cours d'eau, notamment le Gabas et le Louts. La commune a été reconnue en état de catastrophe naturelle au titre des dommages causés par les inondations et coulées de boue survenues en 1982, 1983, 2008, 2009 et 2018,.

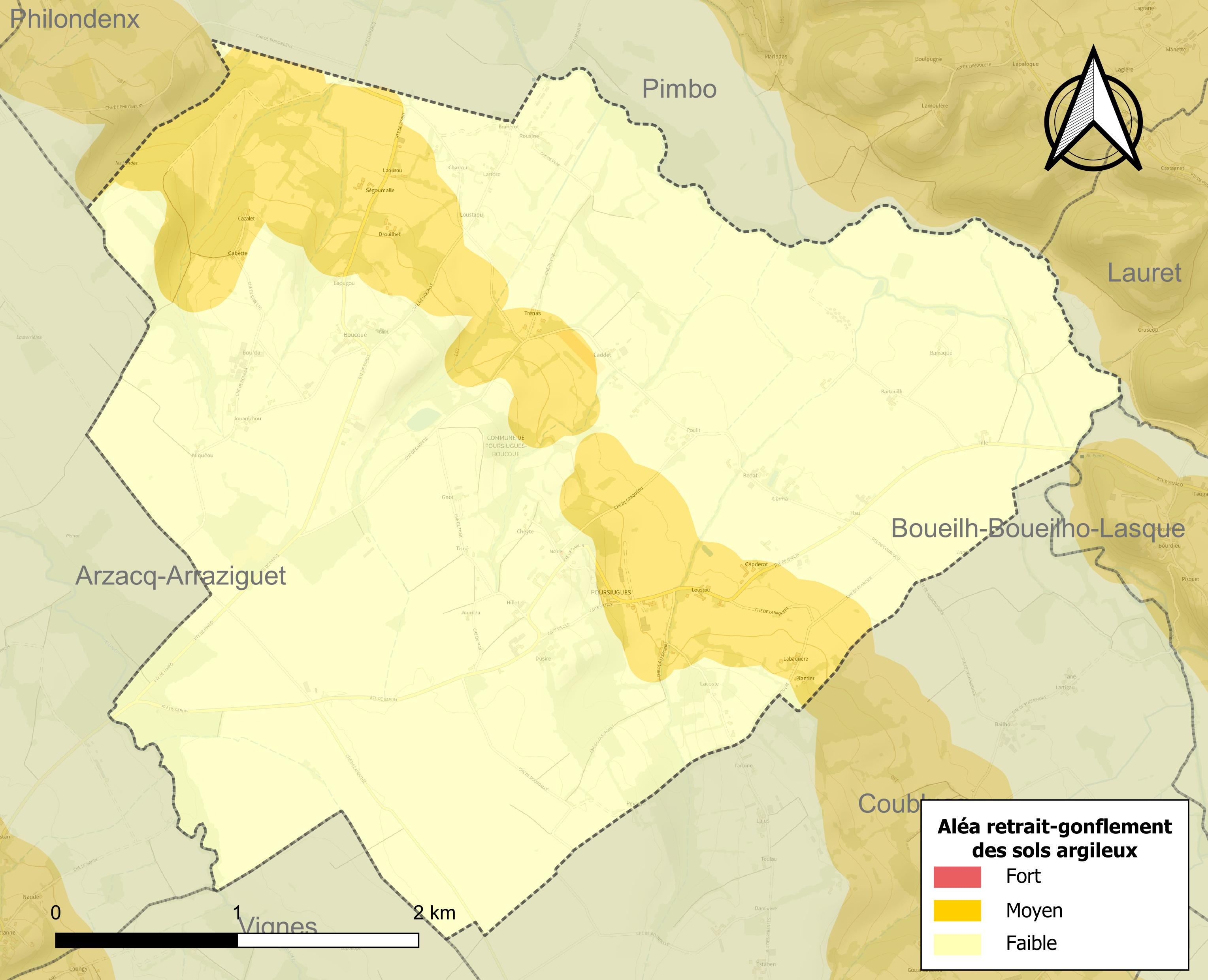
Carte des zones d'aléa retrait-gonflement des sols argileux de Poursiugues-Boucoue.

Le retrait-gonflement des sols argileux est susceptible d'engendrer des dommages importants aux bâtiments en cas d’alternance de périodes de sécheresse et de pluie. 20 % de la superficie communale est en aléa moyen ou fort (59 % au niveau départemental et 48,5 % au niveau national). Depuis le 1er octobre 2020, en application de la loi ELAN, différentes contraintes s'imposent aux vendeurs, maîtres d'ouvrages ou constructeurs de biens situés dans une zone classée en aléa moyen ou fort,.

#### Risque technologique
La commune est en outre située en aval de barrages de classe A. À ce titre elle est susceptible d’être touchée par l’onde de submersion consécutive à la rupture de cet ouvrage.

## Toponymie
Paul Raymond rapproche le toponyme Boucoue de la forme
Vocates mentionnée dans les commentaires de César.
Le toponyme Poursiugues apparaît sous la forme Poursiubes en 1793 (ou an II) et en 1801 (Bulletin des lois).
Son nom béarnais est Porciuvas-Bocoa ou Pourciubes-Boucoûe.

## Histoire
Le village de Boucoue fut uni à Poursiugues le 14 juin 1841.
La paroisse de Poursuigues faisait partie de la subdélégation de Saint-Sever (Landes).

## Politique et administration
| Période                                  | Période  | Identité                   | Étiquette | Qualité |
| ---------------------------------------- | -------- | -------------------------- | --------- | ------- |
| 1995                                     | 2001     | Philippe Giraud-Charreyron |           |         |
| 2001                                     | 2008     | Raymond Tremoulet          |           |         |
| 2008                                     | 2014     | Raymond Tremoulet          |           |         |
| 2014                                     | 2020     | Raymond Tremoulet          |           |         |
| 2020                                     | En cours | Thierry Saint-Palais       |           |         |
| Les données manquantes sont à compléter. |          |                            |           |         |

### Intercommunalité
Poursiugues-Boucoue appartient à trois structures intercommunales :
- la communauté de communes des Luys en Béarn ;
- le syndicat AEP d'Arzacq ;
- le syndicat d'énergie des Pyrénées-Atlantiques.

## Population et société

### Démographie
L'évolution du nombre d'habitants est connue à travers les recensements de la population effectués dans la commune depuis 1793. Pour les communes de moins de 10 000 habitants, une enquête de recensement portant sur toute la population est réalisée tous les cinq ans, les populations de référence des années intermédiaires étant quant à elles estimées par interpolation ou extrapolation. Pour la commune, le premier recensement exhaustif entrant dans le cadre du nouveau dispositif a été réalisé en 2005.

En 2022, la commune comptait 184 habitants, en évolution de −5,15 % par rapport à 2016 (Pyrénées-Atlantiques : +3,78 %, France hors Mayotte : +2,11 %).
| 1793 | 1800 | 1806 | 1821 | 1831 | 1836 | 1841 | 1846 | 1851 |
| ---- | ---- | ---- | ---- | ---- | ---- | ---- | ---- | ---- |
| 252  | 238  | 375  | 281  | 280  | 255  | 420  | 435  | 405  |

| 1856 | 1861 | 1866 | 1872 | 1876 | 1881 | 1886 | 1891 | 1896 |
| ---- | ---- | ---- | ---- | ---- | ---- | ---- | ---- | ---- |
| 403  | 409  | 383  | 364  | 364  | 401  | 344  | 326  | 352  |

| 1901 | 1906 | 1911 | 1921 | 1926 | 1931 | 1936 | 1946 | 1954 |
| ---- | ---- | ---- | ---- | ---- | ---- | ---- | ---- | ---- |
| 352  | 355  | 324  | 306  | 293  | 303  | 281  | 248  | 247  |

| 1962 | 1968 | 1975 | 1982 | 1990 | 1999 | 2005 | 2006 | 2010 |
| ---- | ---- | ---- | ---- | ---- | ---- | ---- | ---- | ---- |
| 252  | 248  | 229  | 208  | 204  | 204  | 200  | 197  | 205  |

| 2015 | 2020 | 2022 | - | - | - | - | - | - |
| ---- | ---- | ---- | - | - | - | - | - | - |
| 197  | 185  | 184  | - | - | - | - | - | - |

## Culture locale et patrimoine
La fête communale a lieu le 1er dimanche de septembre.
Le Run and Bike de Poursuigues-Boucoue se court en binôme en alternant vélo et course à pied dans les campagnes environnantes au début du mois de juin.

### Patrimoine civil
Le manoir, dit château, situé au lieu-dit Château Lassalle, date des XVIe et XVIIIe siècles.
La ferme du lieu-dit Branérot date du XIXe siècle, tout comme la maison de maître du lieu-dit Dusire.

### Patrimoine religieux
À Boucoue, l'église Saint-Laurent fut érigée aux XVe et XVIe siècles. Elle recèle des objets et mobiliers inscrits à l'inventaire du ministère de la Culture, ainsi que trois stèles discoïdales.
L'église Saint-Loup-de-Sens, quant à elle, fut construite à la fin du XIXe siècle. On y trouve divers mobiliers également inventoriés par le ministère de la Culture.
Le presbytère date de la fin du XIXe siècle.

## Équipements
La commune possède une école Calandreta (Calandreta deu Seuvestre).
Elle est également dotée d'une salle des fêtes et de sports (salle Pierre-Lalanne). La salle de sports est équipée pour la pratique du basket, du tennis, et de la pala (pelote basque).